# Dänischsprachige Wikipedia
Die dänische Wikipedia (dänisch Dansk Wikipedia) ist die dänischsprachige Ausgabe des freien internationalen Online-Lexikons Wikipedia.
Die Webseite mit dem ISO-Ländercode da enthielt im Juni 2015 mehr als 200.000 Artikel, die von rund 242.000 angemeldeten Nutzern eingetragen oder bearbeitet wurden. Darunter waren rund 965 aktive Nutzer und 29 Administratoren. Das Online-Mitteilungsblatt der dänischen Benutzer und Mitarbeiter nennt sich seit Oktober 2009 Wikipediajournalen.

## Geschichte

### Meilensteine
Die Seite wurde am 1. Februar 2002 vom Benutzer Christian List eingerichtet, indem er die deutsche Hauptseite ins Dänische übersetzte. Genau ein Jahr und ein Tag nach dem Start der dänischen Wikipedia wurde am 2. Februar 2003 unter dem Lemma Januar der tausendste Artikel veröffentlicht. Nachdem Jan Pederson alle Artikel des verwandten Projektes Lexopen in die dänische Wikipedia überführt hatte, erschien bereits einen Monat später, am 10. März 2003, mit dem Thema Datenendeinrichtung der 5.000. Artikel. Durch eine technische Änderung der Artikelstatistik sprang die Anzahl im Juni 2003 von 6.000 auf über 11.000 Artikel.
Dreieinhalb Jahre später, am 30. September 2006, erschien mit einem Beitrag über den Film Ray, eine Biografie über die Soul-Legende Ray Charles, der 50.000. Artikel. Hiernach verdoppelte sich zwei Jahre später, am 29. Dezember 2008, die Anzahl der Artikel auf 100.000. Der mit Spannung erwartete Artikel handelt von der Fuhse, einem Nebenfluss der Aller in Niedersachsen. Einen weiteren größeren Meilenstein gab es zweieinhalb Jahre danach, als mit Big Mother, ein Wortspiel mit Big Brother, am 25. Mai 2011 der 150.000 Artikel veröffentlicht wurde. Am 11. Juni 2015 erschien der 200.000 Artikel, welcher den dänischen Maler G.F. Clement (1867–1933) beschreibt.

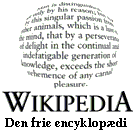
Erstes Logo der dänischen Wikipedia von 2003
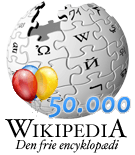
Logo aus Anlass des 50.000. Artikel (2006)
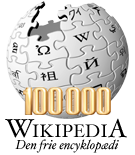
Logo aus Anlass des 100.000. Artikel (2008)
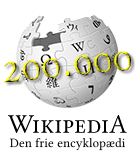
Logo aus Anlass des 200.000 Artikel (2015)
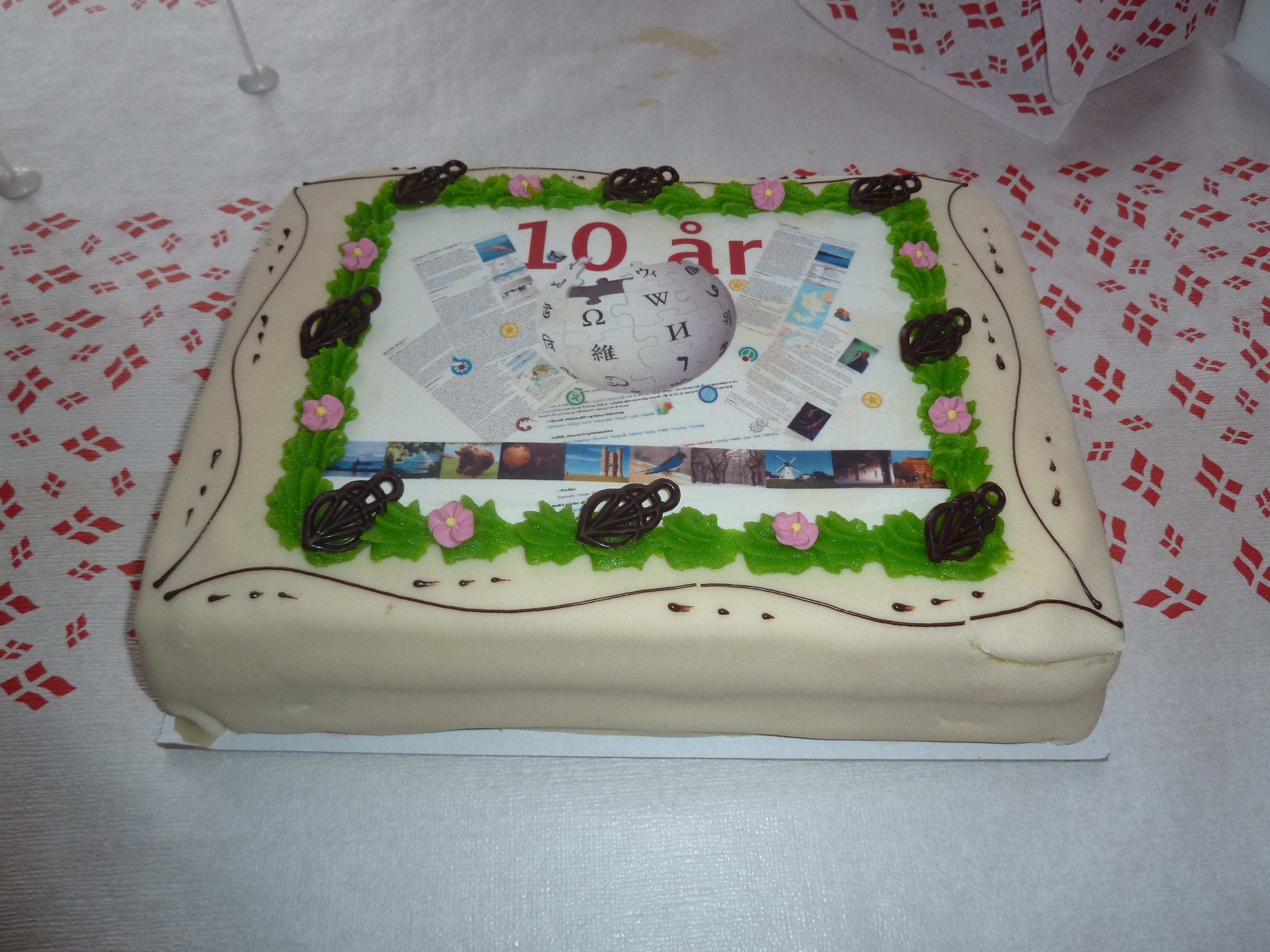
Kuchen aus Anlass des zehnjährigen Jubiläums der dänischen Wikipedia

### Kooperationen

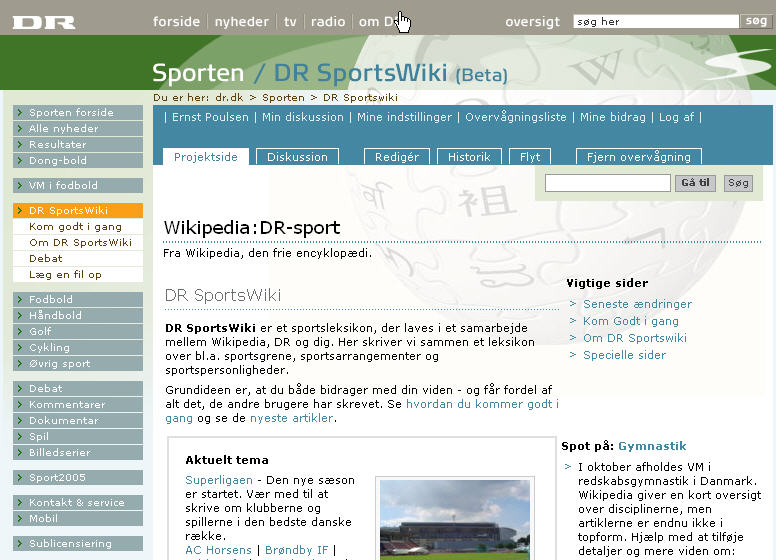
DR SportsWiki, Bildschirmfoto

Seit 2006 arbeitet die dänische Wikipedia auf dem Gebiet Sport mit Danmarks Radio (DR) zusammen, um eine Sportenzyklopädie zu erstellen. Der Informationsaustausch mit einer öffentlich-rechtlichen Rundfunkanstalt bedeutet nach Angaben von Jimmy Wales eine Premiere für Wikipedia.
Mitte Mai 2011 begann eine Kooperation mit dem Dänischen Nationalmuseum. Der Informatiker und Wikimedia-Danmark-Gründer Ole Palnatoke Andersen leitet das Projekt Wikipedia Loves Nationalmuseet und weist Museumsmitarbeiter sowie Fachleute in die Arbeit mit dem Online-Lexikon ein. Im Gegenzug erhalten an bestimmten Fototagen Wikipedia-Mitarbeiter die Erlaubnis, im Museum zu fotografieren und bei Wikimedia Commons unter der Lizenz CC-BY-SA zu veröffentlichen.
Eine weitere Zusammenarbeit besteht seit 2011 mit den Museen der Stadt Odense, die in der Organisation Odense Bys Museer vereint sind. Über das WikiProjekt Odense Bys Museer werden Artikel rund um die Geschichte Odenses und Fünens verbessert bzw. neu verfasst.
Das 2015 gestartete Projekt Wiki Labs Kunst dient zur Bereicherung von Wissen über die Kunstgeschichte. An dem Projekt arbeiten mit: Statens Museum for Kunst, Den Hirschsprungske Samling, Statens Værksteder for Kunst und seit 2017 Det Danske Filminstitut.

### Affäre TV2wikigate
Am 13. Mai 2009 brachte der dänische Fernsehsender TV2 in seinem Morgenprogramm Go' Morgen Danmark einen Beitrag über Wikipedia. Die beiden Moderatoren Cecilie Frøkjær und Anders Breinholt betonten, man könne nicht alles glauben, was im Internet stehe und sprachen dabei hauptsächlich von Wikipedia. Der Beitrag enthielt eine Reihe unwahrer Behauptungen und sorgte für intensive Diskussionen in Blogs und Internetforen – darunter Twitter – wo die Affäre schnell unter der Überschrift TV2wikigate, ein Wortspiel mit der amerikanischen Watergate-Affäre, bekannt wurde. Bei dem Programmbeitrag lasen die Moderatoren live vor, wie sie selbst in der dänischen Wikipedia beschrieben werden. Demnach wäre Cecilie Frøkjær angeblich 1953 statt 1968 geboren, sie würde häufig Rotwein trinken und zum Konkurrenzsender TV3 wechseln, während Anders Breinholt einen roten Citroën Berlingo fahren, ein glühender Fan des Fußballvereins Brøndby IF sein und an einer „Albinismus-Krankheit leiden“ würde. Die Wikipedia-Beiträge wurden allerdings kurz vorher von der Redaktion durch das Einfügen falscher Informationen manipuliert und bereits vier Minuten später korrigiert. Nach Angaben Anders Breinholts war die übergeordnete Idee der Redaktion, dass sich die Moderatoren „auf gute altdänische Art“ (på godt gammeldags dansk) auf den Arm nehmen und die Zuschauer sich amüsieren sollten. Wikipedia-Mitarbeiter beschwerten sich beim Fernsehsender und beim dänischen Presserat, woraufhin der Sender ein paar Tage später in seinem Programm eine Richtigstellung – vorgelesen von Cecilie Frøkjær – bekannt gab.

## Verhältnis zu den nordischen Ländern

### Skanwiki

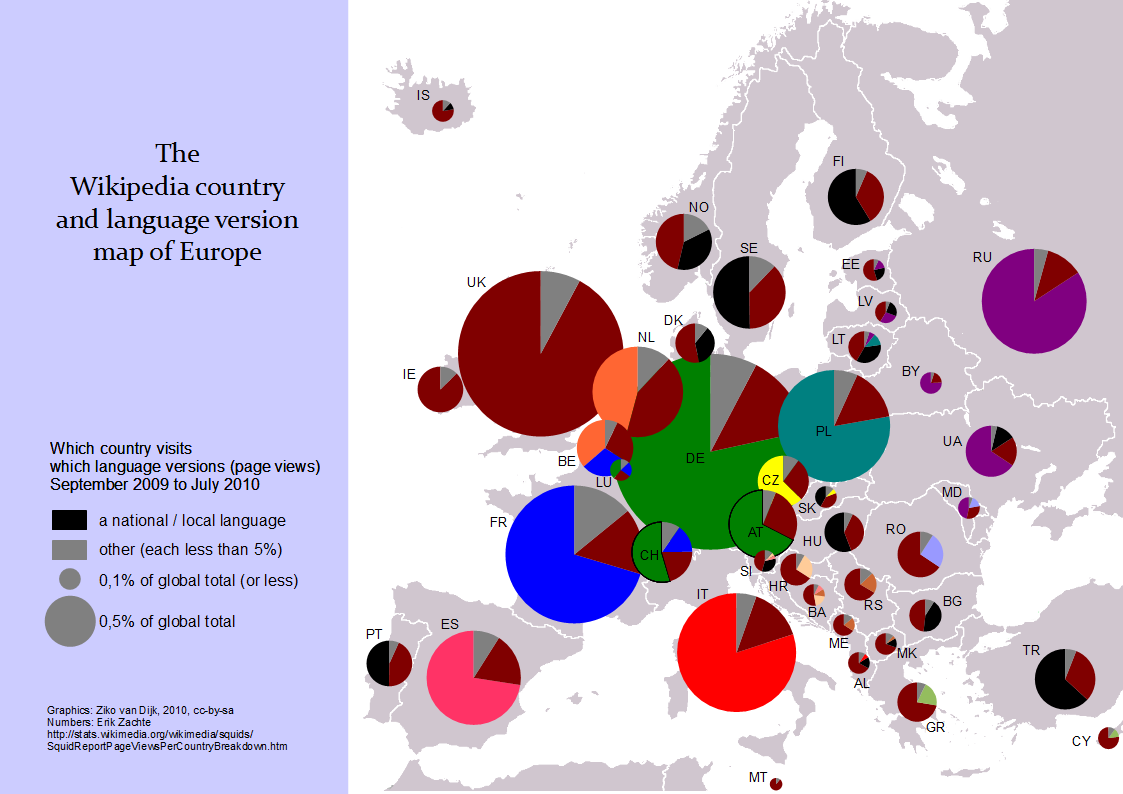
35,8 % der Wikipediaabfragen in Dänemark richten sich an die dänischsprachige Wikipedia (in schwarz), 54,9 % an die englische Sprachversion (braun). Abgerufene Sprachversionen der Wikipedia in europäischen Ländern, September 2009 – Juli 2010

Die dänische Wikipedia arbeitet mit der schwedischsprachigen Wikipedia und den beiden norwegischen Wikipedias innerhalb des transnationalen Projektes Skanwiki zusammen. Ein Beispiel dieser Zusammenarbeit ist die Präsentation des „skandinavischen Artikels des Tages“ auf der Hauptseite. Im Rotationsprinzip wird täglich ein anderer lesenswerter Artikel auf Bokmål (montags & donnerstags), Nynorsk (mittwochs & samstags) oder Schwedisch (dienstags & freitags) vorgestellt, was die gegenseitige Verständlichkeit innerhalb der nah verwandten skandinavischen Sprachen möglich macht. Sonntags folgt entweder ein schwedischer oder ein „Gastartikel“ in einer weiteren Sprache der nordischen Länder – zum Beispiel auf Färöisch, Isländisch, Finnisch, Grönländisch, oder Samisch, wobei die meisten Dänen diese Sprachen nur schwer (färöisch, isländisch) oder gar nicht verstehen.

### Vergleich
Im Vergleich zu anderen Wikipedias der nordischen Länder verzeichnet die dänische Ausgabe bedeutend weniger Artikel und Seitenaufrufe, obgleich sich Schweden, Finnen, Norweger und Dänen in den Bereichen Wirtschaft, Ausbildung, Lebensstandard und IT-Fertigkeiten nicht groß unterscheiden. In Bezug auf die Anzahl jemals veröffentlichter Artikel nahm die dänische Wikipedia im Juni 2014 lediglich den 34. Platz unter allen Sprachvarianten Wikipedias ein – gegenüber einem 20. Platz für die finnische Wikipedia, einem 18. Platz für die norwegische Sprachversion (Bokmål) und einem 4. Platz für die schwedische Variante. Der Vereinsvorsitzende von Wikimedia Danmark Ole Palnatoke Andersen führt dafür folgende Gründe an:
- „Die Sprachkultur der Norweger und Finnen unterscheidet sich markant von den Dänen. Vor allem Norweger legen Wert darauf, ihre Sprache als kulturtragende Institution zu bewahren und übersetzen eher etwas ins Norwegische, bevor sie englische Wörter benutzen.“
- „Schweden haben sich bereits bei einem anderen Online-Lexikon vor Wikipedia daran gewöhnt, Textbeiträge zu liefern, während Dänen sich eher daran gewöhnten, die englischsprachige Wikipedia zu nutzen, weil sich die dänische anfangs nur schwach entwickelte.“

Die Dänen sind allerdings nicht generell Online-Lexika abgeneigt, denn das Konkurrenzprojekt Den Store Danske („der große Dänische“) war von Beginn an erfolgreich. Anfang des Jahres 2009 stellte der dänische Verlag Gyldendal ein mit 183.500 Artikeln (Sommer 2011) noch größeres Online-Lexikon kostenlos im Internet zur Verfügung. Das Lexikon basiert auf den dänischen Enzyklopädien Den Store Danske Encyklopædi (170.000 Artikel) und dem Dansk biografisk leksikon (13.500). Diese unterscheidet sich von der Wikipedia dadurch, dass neben 1.000 freiwilligen auch 10 feste Redakteure daran arbeiten und die Seite durch Reklame finanziert wird.

## Bewertung von Artikeln und Listen
Zur Bewertung herausragender Artikel unterscheidet die dänische Wikipedia zwischen folgenden Auszeichnungen:
- Fremragende artikler („hervorragende Artikel“) – für Artikel, die als eine hervorragende Wissensquelle und Inspiration für andere Artikel angesehen werden. Im Juni 2014 gab es über 20 solcher Artikel.[25] In der deutschsprachigen Wikipedia entspricht das den exzellenten Artikeln.
- Gode artikler („gute Artikel“) – für Artikel, die als gute Wissensquelle und als Inspiration für andere Artikel angesehen werden. Im Juni 2014 gab es 133 solcher Artikel.[25] In der deutschsprachigen Wikipedia entspricht das den lesenswerten Artikeln.
- Lovende artikler („vielversprechende Artikel“) – für Artikel, die ein Niveau haben, bei denen mit etwas Arbeit der Status eines „guten Artikels“ erreicht werden kann. Im Juni 2014 gab es 463 solcher Artikel. Es findet sich keine Entsprechung in der deutschsprachigen Wikipedia, sieht man von Kandidaturen ab.
- Anbefalede emner („empfohlenes Thema“) – für Themen, bei denen alle Artikel ein gewisses Niveau erreicht haben, so dass das gesamte Themengebiet zu empfehlen ist. Es findet sich keine Entsprechung in der deutschsprachigen Wikipedia. Bisher werden lediglich drei Themengebiete empfohlen: die Giro d’Italia 2009 sowie die bereits im Juli 2008 von der Gemeinschaft gewählten Themen Diskografie der finnischen Band Children of Bodom und die Liste der Lost-Episoden.
- Fremragende lister („herausragende Liste“) – für Listen, die als die besten der dänischen Wikipedia gelten. Hier haben bisher die beiden Hauptartikel der „empfohlenen Themen“ diesen Status erreicht. In der deutschsprachigen Wikipedia entspricht das den informativen Listen und Portalen.

## Wikimedia
Betreiber der dänischen Wikipedia und aller anderen Sprachversionen der freien Internet-Enzyklopädie ist die Wikimedia Foundation in San Francisco, USA. Der Verein Wikimedia Danmark wurde bei einem Treffen im Unitarenes Hus in Kopenhagen am 14. März 2009 gegründet und am 3. Juli 2009 von der Wikimedia Foundation als lokale Sektion der Wikimedia-Bewegung anerkannt. Vereinsvorsitzender ist Ole Palnatoke Andersen.